# Stanford University Men's Volleyball
La Stanford University Men's Volleyball è la squadra pallavolo maschile appartenente alla Stanford University, avente sede a Stanford e militante nella Division I NCAA.

## Storia
La squadra di pallavolo maschile della Stanford University viene fondata nel 1976 ed il primo allenatore alla guida del programma è Art Lambert. I Cardinal sono nelle sue mani nelle prime tre stagioni della loro storia, vincendo anche due titoli di conference ai tempi della NCIVA. Dal 1979 al 1990 il programma viene guidato da Fred Sturms, che, grazie alla vittoria del titolo di conference della WIVA, lo porta per la prima volta ad una Final Four nella stagione 1989: in semifinale arriva la vittoria dopo cinque combattuti set contro la Ball State University, mentre in finale a spuntarla è la University of California, Los Angeles in quattro parziali; i dei Cardinal, Scott Fortune e Dan Hanan, vengono inseriti nell'All-Tournament Team del torneo.
Per undici stagioni il programma viene affidato a Ruben Nieves. Sotto la sua guida i Cardinal tornano in Final Four nella stagione 1992: in semifinale superano in cinque set la Indiana University – Purdue University Fort Wayne, per poi cedere nettamente in finale alla Pepperdine University; Dave Goss e Duncan Blackman fanno parte dell'All-Tournament Team. Nel campionato 1997, dopo aver vinto il titolo di conference, i Cardinal raggiungono per la terza volta la post-season: dopo aver spazzato via la Ball State University in semifinale, si aggiudicano per la prima volta il titolo grazie al successo per 3-2 contro la UCLA; Mike Lambert è il Most Outstanding Player del torneo, mentre Matt Fuerbringer e Keenan Whitehurst fanno parte del sestetto ideale.
Dopo cinque stagioni senza grandi soddisfazioni con alla guida Don Shaw, nel 2007 John Kosty prende il timone del programma riportandolo al successo nel campionato 2010: vinto il titolo di conference, i Cardinal giocano la Final Four in casa e passeggiano prima sulla Ohio State University e poi sulla Pennsylvania State University, vincendo il secondo titolo NCAA della propria storia; il premio di Most Outstanding Player del torneo viene assegnato contemporaneamente a Bradley Lawson e Kawika Shoji, mentre gli altri Cardinal inseriti nell'All-Tournament Team del torneo sono Evan Romero ed Erik Shoji.

## Palmarès
- NCAA Division I: 2

1997, 2010
- Northern California Intercollegiate Volleyball Association: 2

1977, 1978
- Western Intercollegiate Volleyball Association: 1

1989
- Mountain Pacific Sports Federation: 2

1997, 2010

## Allenatori
- 1976-1978: Art Lambert
- 1979-1990: Fred Sturms
- 1991-2001: Ruben Nieves
- 2002-2006: Don Shaw
- 2007-: John Kosty